# Fenaïa
Fenaïa (en kabyle : Ifnayen, tifinagh : ⵉⴼⵏⴰⵢⴻⵏ) est une tribu kabyle établie dans la vallée de la Soummam.

## Personnalités
- Abderrahmane Nekli (1914-1990) : Diplomate, ambassadeur et militant africaniste.
- Salhi Hocine (1928-1958) : Lieutenant de l'ALN de la Wilaya III, pendant la guerre d'Algérie[2].
- Tahar Amirouchen (1930-1959) : Secrétaire de la Wilaya III lors de la guerre d'Algérie et conseiller du Colonel Amirouche[3].
- Rachid Baris (1952-) : Ancien footballeur international algérien et ancien président de la JS Kabylie.
- Djida Tazdaït (1957-) : Femme politique, ancienne euro-député et militante des droits de l'Homme et des minorités.
- Mourad Amara (1959-) : Ancien footballeur international algérien.
- Nassim Hedroug (1975-) : Joueur international algérien de Volley-ball.
- Soraya Haddad (1984-) : Judokate, médaille olympique aux Jeux de Pékin en 2008.
- Dissi Boubekeur : Poète bilingue d'expression kabyle et française.